# Milton Bryan
Milton Bryan (conosciuta anche come Milton Bryant) è un paese di 220 abitanti della contea del Bedfordshire, in Inghilterra.